# Juan de Zurbarán
Juan de Zurbarán, né à Llerena (province de Badajoz) en 1620 et mort à Séville en 1649, est un peintre baroque espagnol de nature morte, fils du célèbre Francisco de Zurbarán.

## Biographie
Juan de Zurbarán se forme à l'atelier que son père, Francisco de Zurbarán (1598 - 1664), possédait à Séville ; et il est fort probable qu'il ait collaboré à différentes peintures, comme la fameuse Nature morte aux cruches (Bodegón con cacharros) de la National Gallery de Londres. L'influence paternelle est patente dans l'œuvre de natures mortes de Juan de Zurbarán, mais aussi le style hollandais, le style lombard et le style napolitain. Juan de Zurbarán dans sa courte carrière est considéré comme un représentant important du Siècle d'or espagnol. Il est entre autres l'auteur de la Nature morte aux fruits et au chardonneret (Naturaleza muerta con fruta y jilguero) et de la Nature morte au panier de pommes, aux coings et aux grenades (Bodegón con cesta de manzanas, membrillos y granadas), conservées au Museu Nacional d'Art de Catalunya,  et de Fleurs et fruits dans un plat de porcelaine de l'Art Institute of Chicago ou du Plat aux pommes et fleurs d'oranger (collection privée) entre autres œuvres autographes ou attribuées.
Sa personnalité artistique et sa courte production ont suscité un regain d'intérêt ces dernières années : en 2016, le Musée du Prado a acquis une grande toile de l'artiste intitulée Nature morte à la grenade et aux œufs (Bodegón con granada y uvas, 1643) en relation avec une autre nature morte conservée en Finlande à Mänttä. En 2017, la National Gallery de Londres a acquis une autre nature morte, intitulée Nature morte aux citrons dans un panier d'osier.
En 1641, Juan de Zurbarán épouse Mariana de Cuadros, fille d'un riche commerçant, mais elle meurt peu après. Lui même n'a plus que quelques années à vivre car il meurt de la peste qui frappe Séville, à l'âge de vingt-neuf ans, ainsi que d'autres membres de la famille.

## Hommages

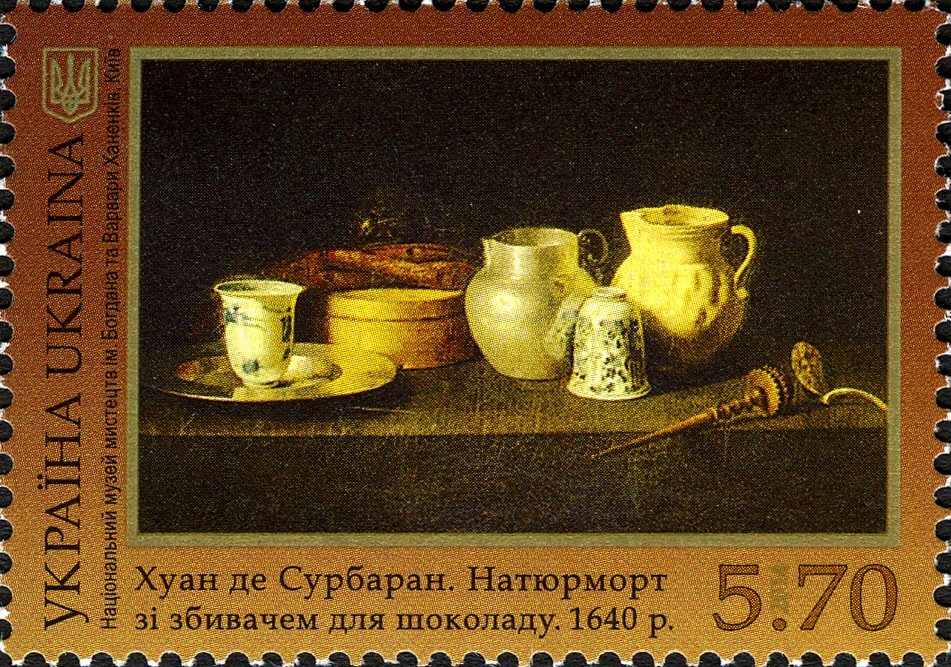
Timbre ukrainien représentant une nature morte de Juan de Zurbarán en 2014.

Un timbre de la poste ukrainienne a été édité en son hommage en 2014.